# Ghostbusters (Soundtrack)
Ghostbusters ist der Soundtrack zum Film Ghostbusters – Die Geisterjäger von 1984. Im August 1984 wurde das Album in den USA mit Platin ausgezeichnet. In Großbritannien erfolgte eine Auszeichnung mit einer Goldenen Schallplatte.

## Titelliste
1. Ray Parker, Jr. – Ghostbusters (4:00)
2. The Bus Boys – Cleanin’ Up the Town (2:58)
3. Alessi – Savin’ The Day (3:21)
4. The Thompson Twins – In the Name of Love (3:18)
5. Air Supply – I Can Wait Forever (5:07)
6. Laura Branigan – Hot Night (3:18)
7. Mick Smiley – Magic (4:18)
8. Elmer Bernstein – Main Title Theme (Ghostbusters) (2:58)
9. Elmer Bernstein – Dana’s Theme (3:30)
10. Ray Parker, Jr. – Ghostbusters (Instrumental Version) (4:47)

2007 wurde das Album um zwei Bonus-Tracks erweitert:
- The Trammps – Disco Inferno (10:57) (im Film zu hören auf Louis’ Party)
- Ray Parker, Jr. – Ghostbusters (12" Single Remix) (6:04)

## Ghostbusters (Lied)
Das Titellied von Ray Parker, Jr. war unter anderem ein Nummer 1 Hit in den USA und Frankreich. 1985 wurde Ghostbusters in der Kategorie Bester Song für den Oscar nominiert und erhielt einen Grammy für die Beste Instrumentaldarbietung – Pop.

## Score
Der Ghostbusters Original Motion Picture Score ausschließlich mit der Musik von Elmer Bernstein erschien 2006, jedoch in einer auf 3.000 Stück limitierten Auflage.